# De Beer de Laer

Geslachtswapen

De Beer de Laer is een geslacht waarvan leden sinds 1912 tot de Belgische adel behoren.

## Geschiedenis
De stamreeks gaat terug tot Jean Beer die in 1596 trouwde en daarmee voor het eerst wordt vermeld. Op 15 november 1921 werd Jules de Beer de Laer (1872-1962), burgemeester van La Reid, opgenomen in de erfelijke Belgische adel. Op 11 november 1928 werd hem de titel van ridder met overgang bij eerstgeboorte verleend. Anno 2017 waren er nog 21 mannelijke telgen in leven, de jongste geboren in 2012.

### Wapenbeschrijvingen
- 1921: Van keel, met een beer van goud, begeleid van twee degens van zilver, met gevest van goud, paalsgewijs geplaatst. Het schild overtopt met een helm van zilver, getralied, gehalsband en omboord van goud, gevoerd en gehecht van keel, met wrong en dekkleeden van goud en van keel. Helmteeken: een beer van goud, uitkomend, houdend in de rechter poot een degen van het schild. Wapenspreuk: 'Virtute duce comite fortuna' van goud, op een lossen band van keel.
- 1928: Van keel, met een beer van goud, begeleid van twee degens van zilver, met gevest van goud paalsgewijs geplaatst. Het schild getopt voor de titularis ... met eene ridderkroon, en overtopt voor [de] andere nakomelingen met eenen helm van zilver, gekroond, getralied, gehalsband en omboord van goud, gevoerd en vastgehecht van keel, met dekkleeden van goud en van keel. Helmteeken: een uitkomende beer van goud, houdend in den rechterpoot een degen van het schild. Wapenspreuk: 'Virtute duce comite fortuna' van goud, op eenen lossen band van keel.

## Enkele telgen
Jules ridder de Beer de Laer (1872-1962), burgemeester van La Reid
- Jhr. René de Beer de Laer (1896-1957), burgemeester van Soiron
  - Dr. Xavier ridder de Beer de Laer (1926), chef de famille; trouwde in 1958 met jkvr. Pascale de Schrynmakers de Dormael (1932), dochter van burgemeester en senator jhr. Gustave de Schrynmakers de Dormael (1890-1954)
    - Jhr. ir. de Beer de Laer (1959), vermoedelijke opvolger als chef de famille

### Adellijke allianties
- D'Andrimont (1923), Godin (1952), De Borman (1957), De Schrynmakers de Dormael (1958), De Francquen (1969), De Hemptinne (1983), De Vinck (1983), Poullet de Houtain (1987), Puissant Baeyens (1988), De Mathelin de Papigny (1989), Houtart (1996), Morel de Westgaver (2010), De Rochelée (2015)